# Garza idrofila

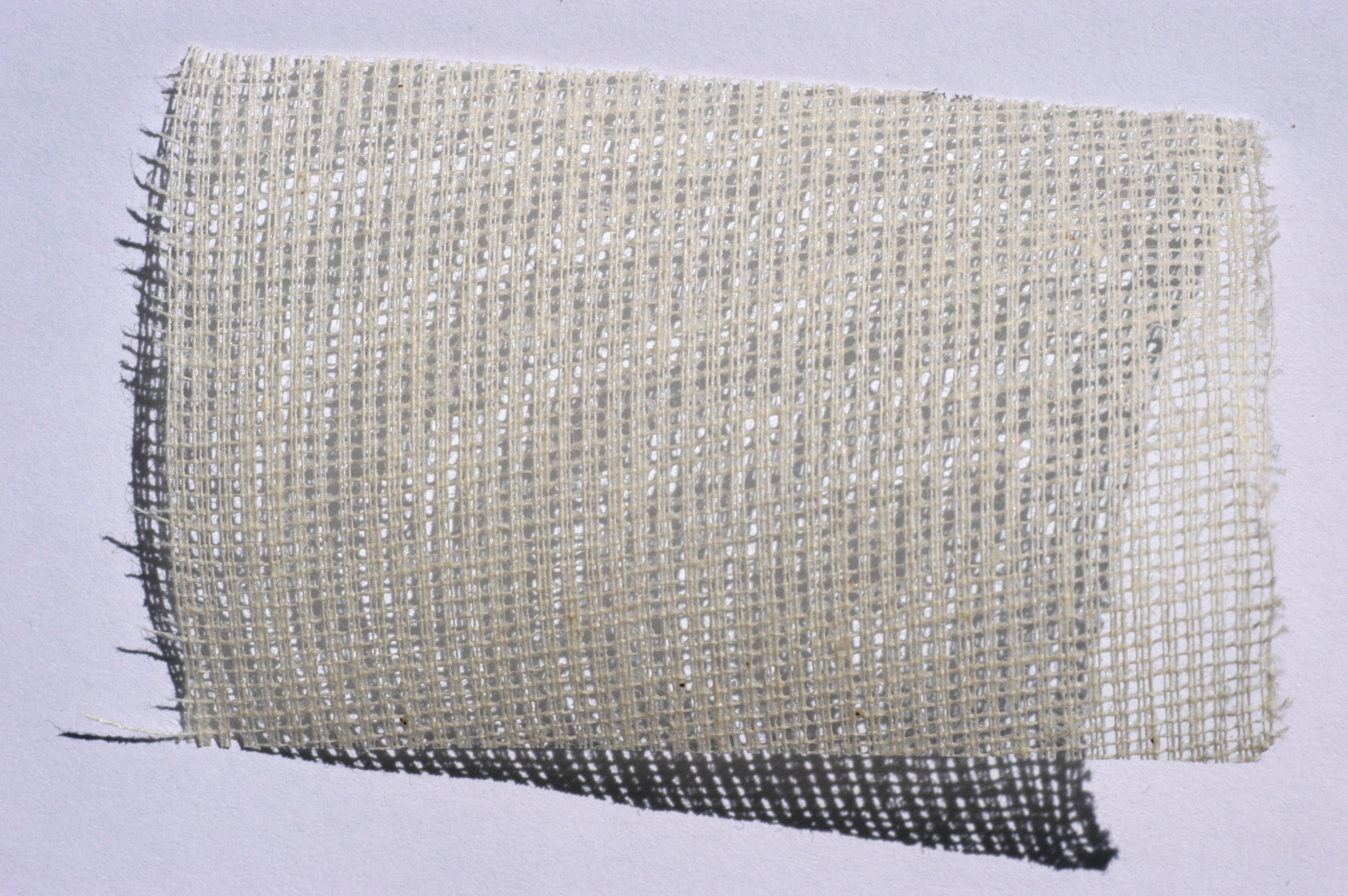
Garza

La garza idrofila è un taglio di tessuto di cotone molto morbido a trama larga con particolari proprietà idrofile ovverosia capace di assorbire l'acqua e quindi anche il sangue o altri liquidi corporei (che sono composti generalmente per la maggior parte di acqua). 

## Caratteristiche
La garza è in genere tagliata a rettangoli chiusi in bustine sterili (in questa confezione sono chiamate "compresse") che si usano per la pulizia delle ferite, della zona prossimale o delle mucose. Può essere usata anche per afferrare in fase operatoria organi o parti anatomiche scivolose. Confezionata a rotoli viene usata invece per le fasciature.

## Galleria d'immagini

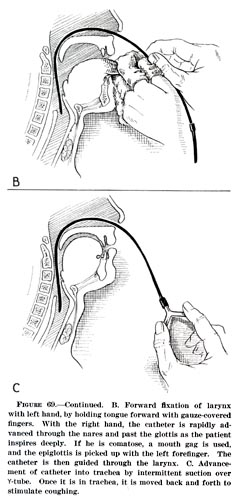
Intubazione nasotracheale, la garza si usa per tener ferma la lingua.
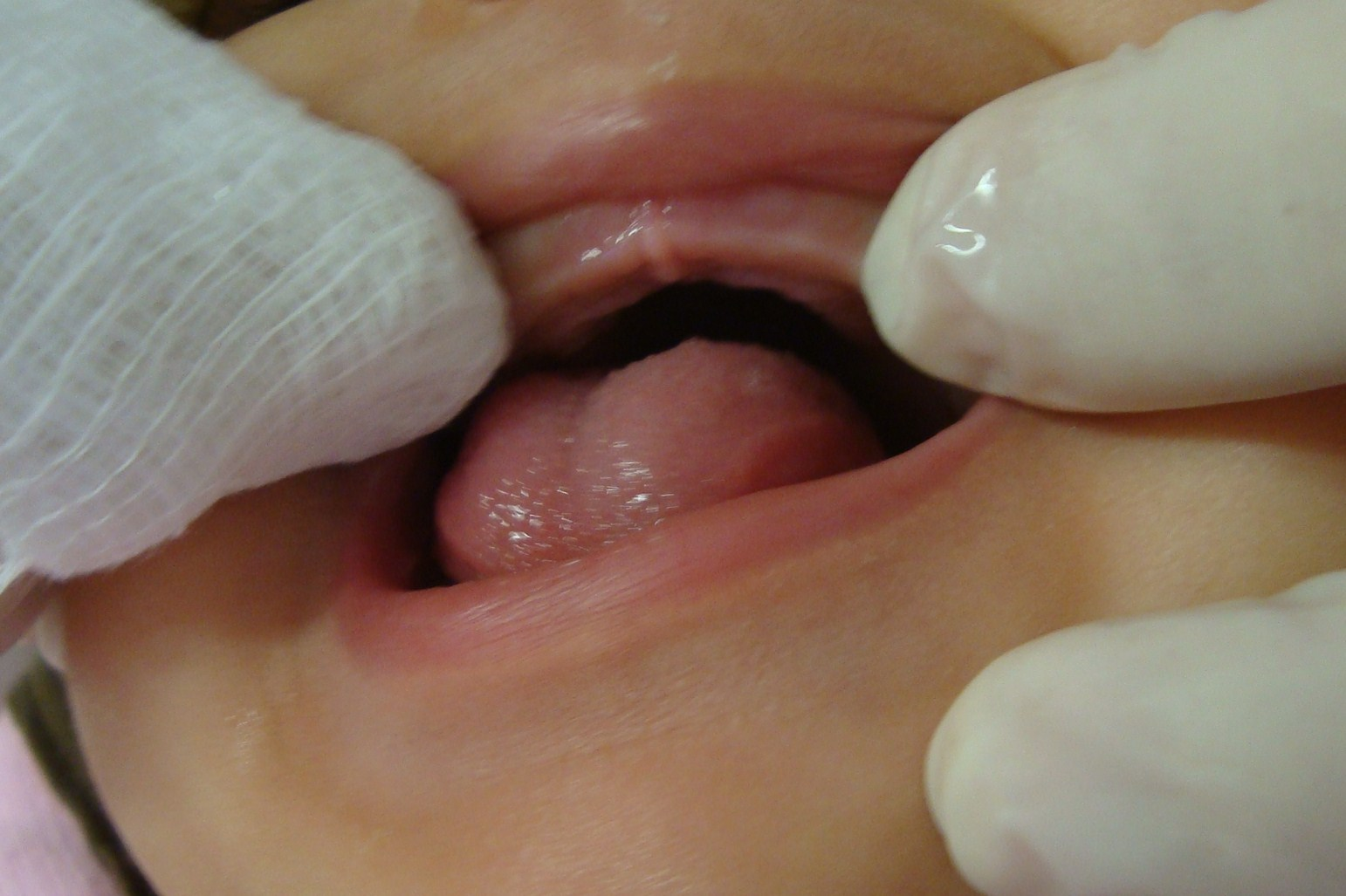
Igiene orale di un bambino senza denti con la garza.
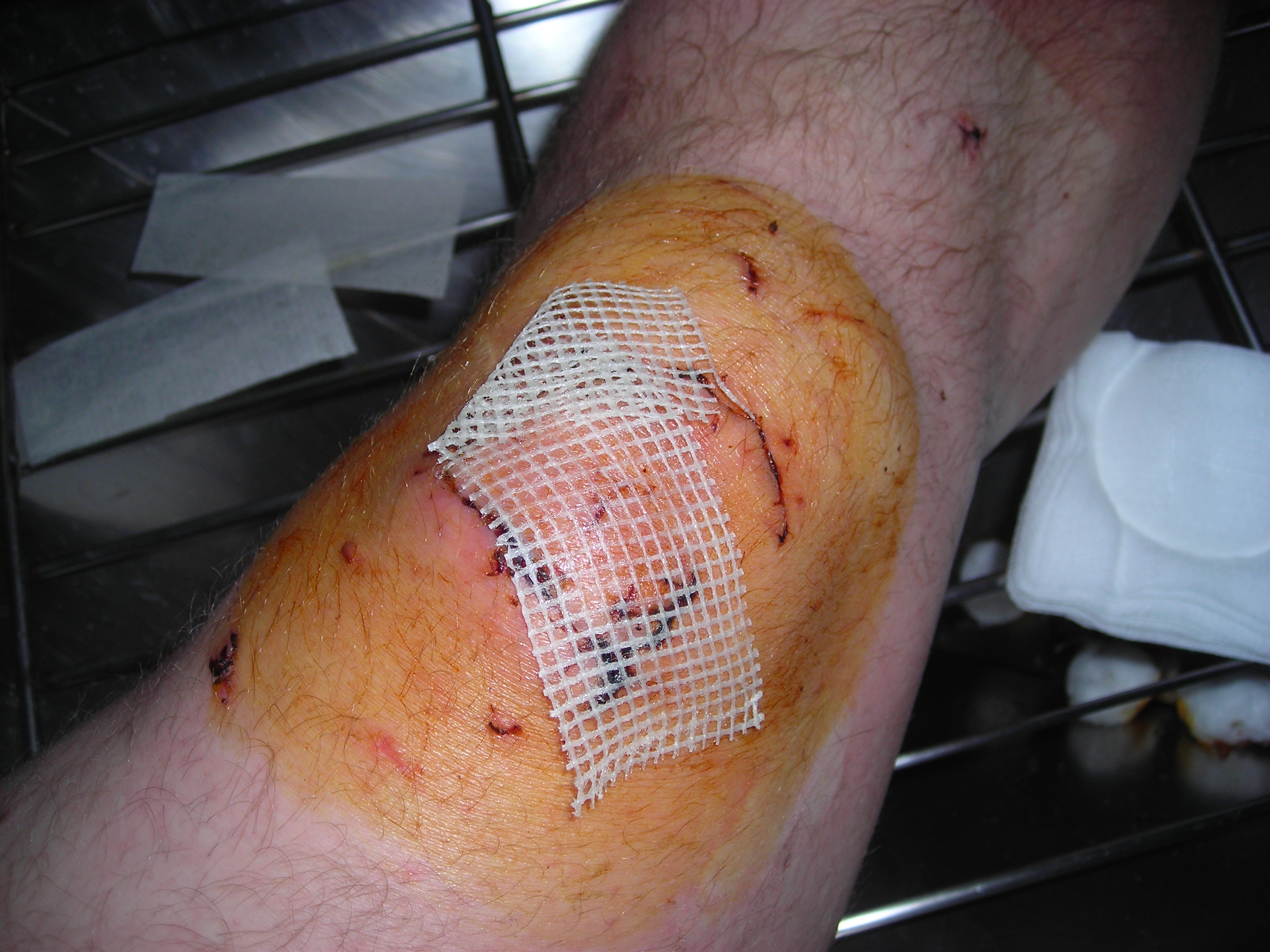
Medicazione.